# サン・アントン橋
サン・アントン橋（バスク語 : San Antongo zubia, スペイン語: Puente de San Antón, 英語: San Antón Bridge）は、スペイン・バスク自治州・ビスカヤ県・ビルバオにある石造のアーチ橋。ビルバオ市の紋章にはサン・アントン橋が描かれている。

## 地理
ビルバオ市街地を流れるネルビオン川に架かっており、右岸のカスコ・ビエホ地区と左岸のビルバオ・ラ・ビエハ地区を結んでいる。市街地中心部から見て南東にあり、サン・アントン教会に隣接している。

## 歴史
オリジナルの橋が架けられたのは1318年以前であり、現在のビルバオ市域でもっとも古くから存在する橋である。何世紀もの間、サン・アントン橋はネルビオン川に架けられた唯一の橋であり、ビスカヤ地方からカスティーリャ地方に向かう商人はサン・アントン橋を渡らざるを得なかったため、中世には歴史的重要性が極めて高かった。サン・アントン橋は洪水の際に何度も水に浸かったため、19世紀末にはビルバオ市が完全な新橋を建設することを決定した。1870年代に建設作業が行われ、1880年には新しい橋が完成したが、カルリスタ戦争で被害を受けたために開通が遅れた。1930年代半ばのスペイン内戦でも破壊され、1937年に現在架けられている橋が再建された。